# Die Odyssee (2021)
Die Odyssee ist ein Animationsfilm von Florence Miailhe aus dem Jahr 2021. Die französisch-tschechisch-deutsche Koproduktion entstand in Öl-auf-Glas-Animation und erzählt von der Flucht zweier Kinder durch ein fiktives europäisches Land, in dem ihr Volk von der herrschenden Macht verfolgt wird.

## Handlung
Das Dorf Novi Varna, in dem die Geschwister Kyona und Adriel mit ihrer Familie leben, wird von einer Miliz angegriffen, Dorfbewohner getötet und Häuser niedergebrannt. Die Familie entscheidet sich, vor dem nächsten Angriff in das Nachbarland zu fliehen. Doch bereits auf der Zugfahrt werden die Eltern aufgegriffen und nur die beiden Kinder können sich verstecken. Am Bahnhof in der nächsten Stadt warten sie zunächst noch auf ihre Eltern, doch die kommen nicht nach. Schließlich geraten sie in eine Gruppe Kinder, die auf einer Müllkippe lebt. Adriel schließt sich ihnen besonders gern an und findet sich schnell unter den Taschendieben und Gaunern zurecht. Seiner älteren Schwester Kyona macht das große Sorgen. Sie findet den Anführer der Bande attraktiv, den jugendlichen Iskender. Der verspricht, die Kinder der Gruppe und besonders Kyona zu beschützen. Dazu handelt er mit Jon, einem Anführer der lokalen Miliz.
Doch Iskenders Bund mit Jon hält nicht lange. Eines Tages nimmt er die Kinder und auch ihren Anführer mit sich. Die Geschwister werden an ein reiches Paar verkauft, das sich Kinder gewünscht hat. Der hohe Politiker und seine Frau verhätscheln beide, sperren sie aber auch ein und versuchen, sie nach ihren eigenen Vorstellungen zu formen. Kyona ist widerspenstig, während Adriel sich bald anpasst und zum Liebling seiner neuen Mutter wird. Er entfremdet sich von seiner enttäuschten Schwester. Doch als die Gelegenheit zur Flucht kommt, gehen doch beide gemeinsam. Im gefährlichen Wald werden sie getrennt und Kyona wird von einer alten Frau aufgefunden, bei der sie den harten Winter übersteht. Als sie im Frühjahr endlich aus dem Wald herausfindet, trifft sie auf einen Wanderzirkus. Hier erwartet sie bereits ihr Bruder, der im Zirkus bereits den Winter über gearbeitet hat. Die Madame, die den Zirkus leitet, nimmt auch Kyona unter ihre Fittiche und überträgt ihr eine Arbeit. Und Kyona trifft Erdewan, der sich in sie verliebt und die beiden Geschwister bei ihrer Reise in ein sicheres Land unterstützen will.
Der Zirkus, in dessen Schutz sie reisen können, kommt der Grenze immer näher. Schließlich versuchen die drei die Flucht über die Grenze. Aber sie werden von den Soldaten gefasst und in ein berüchtigtes Lager im Berg gesperrt. Hier treffen sie nicht nur Jon wieder, sondern auch Iskender, der die kranke Kyona mit Medikamenten versorgt, die sie retten. Iskender zieht sofort das Misstrauen Erdewans auf sich, da er auch hier wieder mit den Soldaten paktiert. Kyona hat noch Gefühle für ihn, was Erdewan eifersüchtig und umso vorsichtiger macht. Als dann der Tag einer vorbereiteten Flucht kommt, stellt sich heraus, dass Iskender diese an die Soldaten verraten hat. Er wusste nicht, dass Kyona und ihr Bruder dabei sein werden. Erdewan wird bei der Flucht erschossen und Iskender, der dafür verantwortlich ist, hilft ihnen zwar, aber begleitet sie dann nicht weiter. So gelangen nur Kyona, Adriel und ein kleiner Junge aus dem Lager über die Grenze in die Freiheit.

## Produktion und Veröffentlichung
Der Film entstand unter der Regie von Florence Miailhe, die zusammen mit Marie Desplechin auch das Drehbuch schrieb. Die Geschichte geht auf die Erlebnisse von Miailhes Großeltern zurück, die aus Odessa flohen. Die verantwortlichen Produzenten waren Dora Benousilio und Luc Camilli. Die Kameraführung lag bei Guillaume Hoenig und für den Schnitt waren Julie Dupré und Nassim Gordji Tehrani zuständig. Die Musik komponierten Philipp E. Kümpel und Andreas Moisa. Die beteiligten Produktionsstudios und -firmen waren Balance Film, Les Films de l'Arlequin, MAUR Film, Xbo Films, Arte France Cinéma, MDR/Arte und Ceská Televize. Die Animationen entstanden in Öl-auf-Glas-Animation und der Film ist der erste Langfilm in dieser Animationstechnik.
Die Premiere des Films fand am 16. Juni 2021 beim Festival d’Animation Annecy statt. Es folgten Vorführungen bei internationalen Festivals, darunter am 26. Oktober 2021 beim DOK Leipzig. In den französischen Kinos wurde der Film ab dem 29. September 2021 gezeigt, der Vertrieb lief über Gébéka Films. Am 23. April 2022 kam der Film über den Vertrieb von Grandfilm in deutsche Kinos. Im Oktober 2022 gewann Die Odyssee auf dem Internationalen Filmfestival Schlingel in Chemnitz den Förderpreis der DEFA-Stiftung.

## Synchronisation
| Rollen                  | französische Sprecher | deutsche Sprecher  |
| ----------------------- | --------------------- | ------------------ |
| Kyona (Kind)            | Emilie Lan Dürr       | Derya Flechtner    |
| Kyona (Erwachsene)      | Florence Miailhe      | Hanna Schygulla    |
| Adriel                  | Maxime Gemin          | Max Asmus          |
| Iskender                | Arthur Perreira       | Nicolas Rathod     |
| Jon                     | Serge Avedikian       | Viktor Neumann     |
| Erdewan                 | Axel Auriant          | Moritz Gottwald    |
| Madame                  | Aline Afanoukoe       | Judith Steinhäuser |
| Vater                   | Samuel Debure         | Florian Hoffmann   |
| Mutter                  | Anne Cart             | Maria Koschny      |
| Florabelle della Chiusa | Jocelyne Desverchère  | Christin Marquitan |
| Maxime della Chiusa     | Marc Brunet           | Wolfgang Wagner    |